# Chaumont (Haute-Marne)
Chaumont je francouzské město v regionu Grand Est, prefektura departementu Haute-Marne. V roce 2010 zde žilo 23 011 obyvatel. Je centrem arrondissementu Chaumont.

## Vývoj počtu obyvatel
Počet obyvatel 